# 66è Esquadró de la RAF
El 66è Esquadró va ser un esquadró aeronàutic del Royal Flying Corps i, posteriorment, de la RAF.

## Història

### Primera Guerra Mundial
El 66è Esquadró va formar-se a Filton el 30 de juny de 1916 com a esquadró d'entrenament equipat amb BE2c,d & e, BE12 i Avroe 504A. Va rebre el seu primer Sopwith Pup el 3 de febrer de 1917, i va ser destinat a França el 12 de març de 1917. Els Pup van ser canviats pels Sopwith Camels a l'octubre de 1917. El primer B5402 va ser pilotat pel comandant de l'esquadró, Major G.L.P. Henderson. Després de lluitar al Front Occidental, l'esquadró va ser enviat a Itàlia al novembre de 1917 i retornà al Regne Unit al març de 1919, on va ser dissolt el 25 de novembre de 1919. Els 20 asos que van servir-hi van ser William George Barker VC, 
Alan Jerrard VC, 
Peter Carpenter, 
Harry King Goode, 
Francis S. Symondson, 
Gerald Alfred Birks, 
Charles M. Maud, 
Gordon Apps, 
Hilliard Brooke Bell, 
Christopher McEvoy, 
Harold R. Eycott-Martin, 
William Myron MacDonald, 
Augustus Paget, 
John Oliver Andrews, 
Harold Koch Boysen, 
William Carrall Hilborn, 
Thomas Hunter, 
James Lennox, 
Walbanke Ashby Pritt, i 
Patrick Gordon Taylor.

### Segona Guerra Mundial
El 20 de juliol de 1936 va ser reformat del Vol C, el 19è Esquadró a RAF Duxford, inicialment equipat amb Gauntlets, abans d'una lenta conversió a Supermarine Spitfires a l'agost de 1938. Va ser el segon esquadró equipat amb Spitfires. Va participar en la batalla d'Anglaterra i en la Segona Força Aèria Tàctica al nord-oest d'Europa, fins al final de la guerra, sent dissolt a Twente el 30 d'abril de 1945.

### Postguerra
L'1 de setembre de 1946 va ser reformat a Duxford, sent renumerat com a 165è Esquadró, equipat inicialment amb Spitfires. Durant la primavera de 1947 va ser equipat amb Meteors, amb els quals volà amb 6 anys abans de ser reequipat amb Sabres. Desplegat a RAF Linton-on-Ouse al març de 1956, va rebre Hawker Hunters abans de tornar a ser desbandat el 30 de setembre de 160 a RAF Acklington.

### Helicòpters
El 15 de setembre de 1961 va ser reformat a RAF Odiham, sent reequipat amb helicòpters Bristol Belvedere. Al juny de 1962 abandonà el Regne Unit, traslladant-se a Seletar (Singapur). Finalment va ser dissolt el 17 de març de 1969.